# Gornja Koretica
Gornja Koretica (serbiska: Горња Коретица, albanska: Koreticë e Epërme, serbiska: Gornja Korotica, Gornja Koratica, albanska: Korroticë e Epërme, Korotica e Epërme, Korratica e Epërme, Kruembreti) är en ort i Kosovo. Den ligger i den nordöstra delen av landet, 20 km väster om huvudstaden Priština. Gornja Koretica ligger 618 meter över havet och antalet invånare är 1 240.
Terrängen runt Gornja Koretica är kuperad åt sydost, men åt nordväst är den platt. Runt Gornja Koretica är det ganska tätbefolkat, med 222 invånare per kvadratkilometer. Närmaste större samhälle är Glogovac, 4,2 km nordväst om Gornja Koretica. Trakten runt Gornja Koretica består till största delen av jordbruksmark.